# Cyle Larin
Cyle Larin (Brampton, 17 april 1995) is een Canadees voetballer die bij voorkeur als aanvaller speelt. Hij ondertekende in juli 2022 een contract bij Club Brugge, hij kwam transfervrij over van Beşiktaş. Larin debuteerde in het Canadees voetbalelftal.

## Clubcarrière
Larin speelde in Canada bij Sigma FC, waar hij vier doelpunten in vijf wedstrijden maakte. In 2013 trok hij naar de Universiteit van Connecticut, waardoor hij tijdens het seizoen 2013/14 voor de Connecticut Huskies voetbalde. In het voorjaar van 2014 ging hij testen bij Club Brugge, maar daar kon hij geen contract versieren. Een jaar later tekende Larin, die inmiddels Canadees international was geworden, bij Orlando City SC. Hij maakte op 22 maart 2015 zijn debuut voor de club tegen Vancouver Whitecaps. Op 12 april 2015 maakte Larin zijn eerste treffer in de Major League Soccer tegen Portland Timbers.
In 2017 bracht KV Oostende een bod van twee miljoen euro op hem uit, maar de kustclub ving bot. Ook KRC Genk, dat destijds een samenwerkingsakkoord had met Sigma, toonde interesse, de prijs-kwaliteit bleek uiteindelijk te duur.
Na drie seizoenen waarin hij vlot de weg naar doel vond versierde Larin in januari 2018 een transfer naar Beşiktaş. Op 10 maart 2018 debuteerde hij voor die ploeg tegen Gençlerbirligi, op 7 april 2018 scoorde hij tegen Göztepe zijn eerste doelpunt. Dankzij een hattrick op de slotspeeldag tegen Sivasspor (19 mei 2018) sloot hij zijn eerste seizoen in de Turkse competitie af met 4 goals in 4 wedstrijden. In zijn eerste volledige seizoen kreeg hij maar in 12 competitiewedstrijden zijn kans, goed voor slechts één doelpunt tegen Akhisarspor – al scoorde hij in de Europa League-voorrondes wel een hattrick tegen B36 Tórshavn.
Tijdens het seizoen 2019/20 werd hij uitgeleend aan de Belgische eersteklasser SV Zulte Waregem. Daar wierp hij zich op als een prima vervanger voor Hamdi Harbaoui: na 14 speeldagen had hij al 5 goals en 6 assists op zijn naam staan. Samen met Saido Berahino maakte hij voorin het mooie weer. Begin november 2019 overwoog Zulte Waregem al om de aankoopoptie van 2,5 miljoen euro in zijn contract te lichten, wat een clubrecord zou zijn. Deze bleek uiteindelijk niet betaalbaar voor Zulte Waregem, waarop Larin terugkeerde naar Besiktas.
In het seizoen 2020/21 ontpopte Larin zich tot een belangrijke pion bij Besiktas: met zijn negentien competitiegoals had hij een groot aandeel in de landstitel, en ook in de bekercampagne scoorde hij enkele belangrijke goals (de enige goal van de wedstrijd in de achtste finale tegen Caykur Rizespor en de 3-2 tijdens de verlengingen van de halve finale tegen Istanbul Başakşehir).
In de zomer van 2022 ging hij transfervrij naar Club Brugge.

## Clubstatistieken
| Seizoen     | Club              | Competitie         | Competitie | Competitie | Competitie | Beker | Beker | Beker | Internationaal | Internationaal | Internationaal | Totaal | Totaal | Totaal |
| Seizoen     | Club              | Competitie         | Wed.       | Dlp.       | Ass.       | Wed.  | Dlp.  | Ass.  | Wed.           | Dlp.           | Ass.           | Wed.   | Dlp.   | Ass.   |
| ----------- | ----------------- | ------------------ | ---------- | ---------- | ---------- | ----- | ----- | ----- | -------------- | -------------- | -------------- | ------ | ------ | ------ |
| 2015        | Orlando City      | MLS                | 27         | 17         | 1          | 1     | 1     | 0     | —              | —              | —              | 28     | 18     | 1      |
| 2016        | Orlando City      | MLS                | 32         | 14         | 4          | 1     | 0     | 0     | —              | —              | —              | 33     | 14     | 4      |
| 2017        | Orlando City      | MLS                | 28         | 12         | 3          | 0     | 0     | 0     | —              | —              | —              | 28     | 12     | 3      |
| Clubtotaal  | Clubtotaal        | Clubtotaal         | 87         | 43         | 8          | 2     | 1     | 0     | 0              | 0              | 0              | 89     | 44     | 8      |
| 2017/18     | Beşiktaş JK       | Süper Lig          | 4          | 4          | 0          | 0     | 0     | 0     | —              | —              | —              | 4      | 4      | 0      |
| 2018/19     | Beşiktaş JK       | Süper Lig          | 12         | 1          | 0          | 0     | 0     | 0     | 10             | 3              | 2              | 22     | 4      | 2      |
| Club Totaal | Club Totaal       | Club Totaal        | 16         | 5          | 0          | 0     | 0     | 0     | 10             | 3              | 2              | 26     | 8      | 2      |
| 2019/20     | → Zulte Waregem   | Jupiler Pro League | 29         | 7          | 10         | 4     | 2     | 1     | —              | —              | —              | 33     | 9      | 11     |
| Club Totaal | Club Totaal       | Club Totaal        | 29         | 7          | 10         | 4     | 2     | 1     | 0              | 0              | 0              | 33     | 9      | 11     |
| 2020/21     | Beşiktaş JK       | Süper Lig          | 38         | 19         | 6          | 5     | 3     | 0     | 2              | 1              | 0              | 45     | 23     | 6      |
| 2021/22     | Beşiktaş JK       | Süper Lig          | 29         | 7          | 1          | 4     | 0     | 0     | 5              | 1              | 0              | 38     | 8      | 1      |
| Club Totaal | Club Totaal       | Club Totaal        | 83         | 31         | 7          | 9     | 3     | 0     | 17             | 5              | 2              | 109    | 39     | 9      |
| 2022/23     | Club Brugge       | Jupiler Pro League | 9          | 1          | 0          | 3     | 0     | 0     | 1              | 0              | 0              | 13     | 1      | 0      |
| Club Totaal | Club Totaal       | Club Totaal        | 9          | 1          | 0          | 3     | 0     | 0     | 1              | 0              | 0              | 13     | 1      | 0      |
| 2022/23     | → Real Valladolid | La Liga            | 17         | 8          | 3          | 0     | 0     | 0     | —              | —              | —              | 17     | 8      | 3      |
| Club Totaal | Club Totaal       | Club Totaal        | 17         | 8          | 3          | 0     | 0     | 0     | 0              | 0              | 0              | 17     | 8      | 3      |
| TOTAAL      | TOTAAL            | TOTAAL             | 225        | 90         | 28         | 18    | 6     | 1     | 18             | 5              | 2              | 261    | 101    | 31     |

## Interlandcarrière
Larin debuteerde op 23 mei 2014 in het Canadees voetbalelftal, als invaller voor Simeon Jackson in een oefeninterland tegen Bulgarije. Op 31 maart 2015 maakte hij zijn eerste interlanddoelpunt, in een oefeninterland tegen Puerto Rico. Hij was met Canada actief op de CONCACAF Gold Cup van 2015, 2017 en 2019.

## Erelijst
| Competitie          |             |             |             |             |
| Competitie          | Aantal      | Jaren       |             |             |
| Beşiktaş JK         | Beşiktaş JK | Beşiktaş JK | Beşiktaş JK | Beşiktaş JK |
| ------------------- | ----------- | ----------- | ----------- | ----------- |
| Turks landskampioen | 1x          | 2020/21     |             |             |
| Turkse voetbalbeker | 1x          | 2020/21     |             |             |
| Turkse Supercup     | 1x          | 2021/22     |             |             |
| Club Brugge         |             |             |             |             |
| Belgische Supercup  | 1×          | 2022        |             |             |

2 Svensson ·
3 Paulista ·
4 Bulut ·
5 Sanuç ·
6 Hadžiahmetović ·
7 Rashica ·
8 Uçan ·
9 Kılıçsoy ·
10 Arroyo ·
14 Uduokhai ·
15 Oxlade-Chamberlain ·
17 Immobile ·
18 Mário ·
20 Uysal ·
22 Zainutdinov ·
23 Muçi ·
26 Masuaku ·
27 Silva ·
30 Destanoğlu ·
34 Günok ·
53 Topçu ·
77 Ricardo ·
83 Fernandes ·
91 Hekimoğlu ·
94 Baytekin ·
97 Yuvakuran ·
Coach: Solskjær
1 St. Clairr ·
2 Johnston ·
3 Adekugbe ·
4 Miller ·
5 Vitória ·
6 Piette ·
7 Eustaquio ·
8 Fraser ·
9 Cavallini ·
10 Hoilett ·
11 Buchanan ·
12 Ugbo ·
13 Hutchinson  ·
14 Kaye ·
15 Koné ·
16 Pantemis ·
17 Larin ·
18 Borjan ·
19 Davies ·
20 David ·
21 Osorio ·
22 Laryea ·
23 Millar ·
24 Wotherspoon ·
25 Cornelius ·
26 Waterman ·
Coach: Herdman